# Odd (album)
Albums de SHINee
I'm Your Boy
(2014) D×D×D
(2016)
Singles
1. View
Sortie : 18 mai 2015

Odd est le quatrième album studio coréen (sept au total) du boys band sud-coréen SHINee. Il est sorti à l'état digital et physique le 18 mai 2015 sous le label SM Entertainment et distribué par KT Music. L'album contient 11 chansons, y compris la piste titre "View". Le clip pour cette chanson a été filmé en Thaïlande. L'édition repackage de l'album, Married to the Music, est sorti le 3 août 2015 avec quatre chansons supplémentaires.
L'album a reçu des avis favorables de la part des critiques musicaux, qui ont aimé l'expérimentation et le jeu sur les sonorités de SHINee, ce qui donne en résultat un "album frais et évolué". L'album a été un succès commercial en Corée du Sud — la piste titre était au sommet du Gaon Digital Chart, et l'album s'est classé premier dans le Gaon Album Chart, vendant plus de 165 000 copies pendant le premier mois de sa sortie. Il a également vendu plus de 2 000 copies aux États-Unis.

## Contexte et sortie

### Odd
SHINee a travaillé avec le réalisateur Min Hee Jin qui est à leurs côtés depuis leurs débuts et est connu pour ses teasers avec un fort impact visuel. Le style vestimentaire pour le concept de l'album est décontracté et rafraîchissant, montrant les mérites des t-shirts amples et des shorts en jean, qui sont plus aptes à correspondre à une vibe R&B. S'éloignant de leurs chorégraphies précises et percutantes, celle de "View" (chorégraphiée par Ian Eastwood) apporte un style groovy, et permet de montrer le travail d'équipe et la force intérieure d'un groupe avec sept ans d'expérience.
Ce quatrième album studio est sorti à l'état digital et physique le 18 mai 2015 et il est la première sorte coréenne du groupe après un hiatus de deux ans,. Le 21 mai, le groupe a commencé la promotion de "View" sur les émissions musicales, en commençant avec le M! Countdown puis le Music Bank, le Show!Music Core et Inkigayo. Dans le cadre de la promotion, les membres du groupe ont aussi été invités dans plusieurs émissions de variété telles que Hello Counselor, Saturday Night Live Korea et Non-Summit,,. Ils sont allés dans l'émission de radio Blue Night de Jonghyun. "Odd" marque aussi le 7e anniversaire des débuts de SHINee, rendant l'album encore plus significatif pour le groupe. Onew a déclaré : « We focused on connecting with our fans with this album, we grew up with them, and we wanted a chance to truly be their friends and share our performances with them. »
Odd contient un total de 11 chansons, et inclut des chansons produites par les équipes de producteurs internationaux The Stereotypes et the Underdogs, le groupe anglais compositeur LDN (prononcé London) Noise, G'harah "PK" Degeddingseze, la compositrice Kenzie, et Steven Lee. La chanson-titre "View" est une chanson entraînante du genre deep house, produite par l'équipe anglaise LDN Noise. Elle a été décrite comme ayant un son "raffiné et sensuel", exprimant la beauté de l'amour comme une "mixture de diverses sensations". Jonghyun, membre de SHINee, a écrit les paroles de cette chanson. Minho a déclaré qu'il était inquiet concernant le nouveau concept car il était très différent de ce que le groupe avait déjà pu faire auparavant : « The musical style is different to what SHINee has does before, which explains the title. I'm half-worried, half-excited (about the response). As much as the new album is a new effort, I want to hear people say that it's good and suits SHINee's (image). »
Après sa sortie, Odd a débuté à la neuvième place du Billboard's Heatseekers Albums chart et à la première du Billboard's World Albums chart et a vendu 2 000 copies aux États-Unis. L'album est aussi resté dans le top 10 du Billboard World Albums chart durant trois semaines consécutives après sa sortie le 18 mai. Le vidéoclip de "View" a été filmé dans différents lieux en Thaïlande et a été le clip de K-pop le plus vu dans le monde pour le mois de mai. En réponse au succès de l'album, SHINee ont été choisis pour devenir les nouveaux modèles de Shilla Duty Free pour une année. Depuis juin 2015, l'album a vendu plus de 165 000 copies dans le Gaon Chart, se classant premier pour ce mois.

### Married to the Music
Le 29 juillet, la sortie de l'album repackage Married to the Music a été annoncée pour le 3 août, avec quatre chansons supplémentaires: "Married to the Music", "Savior", "Hold You" et "Chocolate",,. "Married to the Music" est décrite comme funky disco et est le travail de LDN Noise, Kenzie, Stereotypes et Deez. "Savior" de Kenzie est caractérisée par des paroles branchées et sensuelles. "Hold You" est une chanson R&B produite par Stereotypes et Deez. "Chocolate" est un titre R&B avec un medium-tempo, et a été écrite par Jonghyun et Yankie. Elle est décrite comme une charmante histoire d'amour qui est aussi douce que le chocolat. La chorégraphie de la chanson-titre, "Married to the Music", est le fruit du travail de Greg S. Hwang et Tony Testa. Le vidéoclip est sorti le même jour que l'album.
Jeff Benjamin de Billboard décrit la piste-titre comme "un voyage de différents genres, ouvrant au début avec ce qui semble être du beatbox de la scène hip-hop avant de partir sur un beat electro dynamique et sexy lors des couplets, puis d'aller vers un refrain inspiré du funk qui se mélange avec une explosion des cuivres, un grattement groovy de guitare et une harmonie classique des boys bands".

« The music video is a bit B movie horror film with a little Rocky Horror Picture Show-esque camp thrown in as the guys hit a ghoulish party with radioactive drinks whiel a faceless woman [...] finds ways to steal the guys' body parts by throwing a knife through Key's neck, stealing Jonghyun's lips through a kiss and such. All the boisterous body-snatching is spliced up with scenes of the guys' slick-as-ever choreography. — Jeff Benjamin décrivant le vidéoclip »

Il explique également la raison derrière le concept de l'album en déclarant que les fans internationaux pourraient être confus avec un thème Halloween pour une sortie d'été, mais le groupe "est en fait en train d'adopter la tradition sud-coréenne de se réunir devant des films d'horreur dans la chaleur de l'été. Il est bien connu dans le pays que la température du corps baisse lorsqu'il regarde ce genre cinématographique'', alors pour surmonter les températures caniculaires de la Corée du Sud, c'est le moment idéal pour visionner un film d'horreur. Le groupe reprend cette tradition en créant leur propre mystère meurtrier, et en ajoutant un touche d'Odd pour coïncider".

## Réception critique
Les critiques de musique pop de MelOn ont choisi "Odd" comme le meilleur album de la première moitié de 2015, faisant l'éloge des compétences vocales des membres et déclarant: "SHINee a fait une démonstration exemplaire du plaisir de l'écoute et de la joie de regarder, et cela une fois de plus".
"Odd" a aussi été sélectionné comme l'un des "MTV IGGY 25 Best Album on 2015 first half", louant "l'expérimentation et le jeu avec les anciennes et nouvelles sonorités, ce qui donne en résultat un album frais et évolué". La chanson-titre "View" a obtenu des retours positifs, décrite comme une chanson détendue et bien pour l'été, bien que "la chanson nous trompe en nous laissant penser qu'elle est une ballade rythmée avant d'atteindre son pic techno lors du refrain",.
Jeff Benjamin de Billboard a fait l'éloge de la chanson-titre, déclarant que « malgré ses différentes vibrations, « View » n'est pas si différente d'« Everybody » car elles ont toutes les deux les mêmes structures de refrain répétitif, mais la dernière lance beaucoup d'electro dans le refrain alors que « View » garde son instrumentale très simple. En allant contre l'attente du public, SHINee finit par prendre un risque en faisant moins, mais il a largement payé ». Odd Eye a aussi reçu des louanges ; elle a été écrite et composée par Jonghyun. Benjamin déclare que les retours du groupe « au côté R&B de SHINee avec ses chants plumeux, ses harmonies fortes et la voix de fausset d'Onew agit comme une pièce centrale dans cette ouverture groovy ». Mais il a également critiqué des chansons de l'album telles que An Ode to You, disant que les « riffs de guitare électrique inutilement ajoutés au mélange souille la production pure ». Black Hole est aussi critiquée : « elle n'est pas seulement la chanson la plus courte de l'album, elle est aussi la plus oubliable ». Il a donné à l'album 3,5 étoiles sur 5.
« Odd » a été nommé comme l'un des 'albums of glory' par le magazine Arena Homme+. SHINee était l'unique groupe d'idoles sur cette liste. Kim Yunha, critique musicale pour Arena Homme+ a écrit : « K-pop, captivating the pop genre for years, may seem like it’s on its journey to find the "real pop" in the music industry that have been defined as either ballads or dance music at a glance. If you agree on this idea, Shinee is definitely a front-runner that leads this movement. Every time, without any fears, they’ve been opening doors for entirely new levels and after having reached the limit of being a human with "Everybody" what they have arrived to is a very Shinee-ish stateless world of pop. They are still dancing and singing in a place where nobody dares to covet. »

## Liste des pistes
Crédits provenant de la page d'accueil officielle.
| 1.    | Odd Eye                                    | Jonghyun                           | Kim Jonghyun, Jonathan Yip, Jeremy Reeves, Ray Romulus, Ray McCullugh | 3:21 |
| 2.    | Love Sick                                  | Kenzie                             | Kenzie, the Underdogs, Mike Daley, Dewain Whitmore                    | 3:20 |
| 3.    | View                                       | Jonghyun                           | LDN Noise, Ryan S. Jhun, Adrian McKinnon                              | 3:10 |
| 4.    | Romance                                    | Kim In-hyeong (Jam Factory), Minho | Andreas Öberg, Maria Marcus,Gustav Karlstrom                          | 3:36 |
| 5.    | Trigger                                    | Kenzie                             | Kenzie, Deez, Rodnae "Chikk" Bell                                     | 4:01 |
| 6.    | 이별의 길 (anglais : Farewell My Love)     | 1월 8일 (Jam Factory), Minho       | Steven Lee, Jimmy Richard, G'harah "PK" Degeddingseze                 | 4:00 |
| 7.    | 너의 노래가 되어 (anglais : An Ode to You) | Kim Hyun-woo (CLEF CREW)           | Kim Hyun-woo & Kim Du-hyeong of CLEF CREW                             | 4:17 |
| 8.    | Alive                                      | Kim I-na, MC Meta, Key             | The Underdogs, Darius Logan & Dominique Logan                         | 3:05 |
| 9.    | Woof Woof                                  | Kim In-hyeong (Jam Factory)        | Will Simms, DWB                                                       | 3:16 |
| 10.   | Black Hole                                 | Kim Min-jeong                      | Albi Albertsson, Andreas Öberg, Andreas Carlsson                      | 2:52 |
| 11.   | 재연 (anglais : An Encore)                 | Kim Jin-hwan                       | Kim Jin-hwan                                                          | 4:04 |
| 39:02 |                                            |                                    |                                                                       |      |

| Married to the Music – Repackage | Married to the Music – Repackage           | Married to the Music – Repackage   | Married to the Music – Repackage                                      | Married to the Music – Repackage | Married to the Music – Repackage | Married to the Music – Repackage | Married to the Music – Repackage | Married to the Music – Repackage | Married to the Music – Repackage |
| No                               | Titre                                      | Paroles                            | Musique                                                               | Durée                            |                                  |                                  |                                  |                                  |                                  |
| -------------------------------- | ------------------------------------------ | ---------------------------------- | --------------------------------------------------------------------- | -------------------------------- | -------------------------------- | -------------------------------- | -------------------------------- | -------------------------------- | -------------------------------- |
| 1.                               | Married to the Music                       | Kim Min-jung, Kim Bu-min           | LDN Noise, Zak Waters, Adrian McKinnon, Ryan S. Jhun                  | 3:35                             |                                  |                                  |                                  |                                  |                                  |
| 2.                               | Savior                                     | Kenzie                             | Kenzie, Zak Waters, Alex De Leon                                      | 3:54                             |                                  |                                  |                                  |                                  |                                  |
| 3.                               | Odd Eye                                    | Jonghyun                           | Kim Jonghyun, Jonathan Yip, Jeremy Reeves, Ray Romulus, Ray McCullugh | 3:21                             |                                  |                                  |                                  |                                  |                                  |
| 4.                               | Love Sick                                  | Kenzie                             | Kenzie, the Underdogs, Mike Daley, Dewain Whitmore                    | 3:20                             |                                  |                                  |                                  |                                  |                                  |
| 5.                               | View                                       | Jonghyun                           | LDN Noise, Ryan S. Jhun, Adrian McKinnon                              | 3:10                             |                                  |                                  |                                  |                                  |                                  |
| 6.                               | Romance                                    | Kim In-hyeong (Jam Factory), Minho | Andreas Öberg, Maria Marcus,Gustav Karlstrom                          | 3:36                             |                                  |                                  |                                  |                                  |                                  |
| 7.                               | Trigger                                    | Kenzie                             | Kenzie, Deez, Rodnae "Chikk" Bell                                     | 4:01                             |                                  |                                  |                                  |                                  |                                  |
| 8.                               | 이별의 길 (anglais : Farewell My Love)     | 1월 8일 (Jam Factory), Minho       | Steven Lee, Jimmy Richard, G'harah "PK" Degeddingseze                 | 4:00                             |                                  |                                  |                                  |                                  |                                  |
| 9.                               | 너의 노래가 되어 (anglais : An Ode to You) | Kim Hyun-woo (CLEF CREW)           | Kim Hyun-woo & Kim Du-hyeong of CLEF CREW                             | 4:17                             |                                  |                                  |                                  |                                  |                                  |
| 10.                              | Hold You                                   | Dong Hyun Kim                      | The Stereotypes and Deez, Dong Hyun Kim, Kye Bum Joo                  | 3:38                             |                                  |                                  |                                  |                                  |                                  |
| 11.                              | Alive                                      | Kim I-na, MC Meta, Key             | The Underdogs, Darius Logan & Dominique Logan                         | 3:05                             |                                  |                                  |                                  |                                  |                                  |
| 12.                              | Woof Woof                                  | Kim In-hyeong (Jam Factory)        | Will Simms, DWB                                                       | 3:16                             |                                  |                                  |                                  |                                  |                                  |
| 13.                              | Chocolate                                  | Jonghyun, Yankie                   | Andreas Oberg, Simon Janlöv                                           | 4:12                             |                                  |                                  |                                  |                                  |                                  |
| 14.                              | Black Hole                                 | Kim Min-jeong                      | Albi Albertsson, Andreas Öberg, Andreas Carlsson                      | 2:52                             |                                  |                                  |                                  |                                  |                                  |
| 15.                              | 재연 (anglais : An Encore)                 | Kim Jin-hwan                       | Kim Jin-hwan                                                          | 4:04                             |                                  |                                  |                                  |                                  |                                  |
| 53:41                            |                                            |                                    |                                                                       |                                  |                                  |                                  |                                  |                                  |                                  |

## Récompenses sur les émissions musicales
| Chanson                | Programme                 | Date         |
| ---------------------- | ------------------------- | ------------ |
| "View"                 | Show Champion (MBC Music) | 27 mai 2015  |
| "View"                 | M! Countdown (Mnet)       | 28 mai, 2015 |
| "View"                 | M! Countdown (Mnet)       | 4 juin 2015  |
| "View"                 | Music Bank (KBS)          | 29 mai 2015  |
| "View"                 | Music Bank (KBS)          | 5 juin 2015  |
| "View"                 | The Music Trend (SBS)     | 31 mai 2015  |
| "View"                 | The Music Trend (SBS)     | 7 juin 2015  |
| "View"                 | Show!Music Core (MBC)     | 6 juin 2015  |
| "View"                 | The Show (SBS MTV)        | 9 juin 2015  |
| "Married to the Music" | Show Champion (MBC Music) | 12 août 2015 |
| "Married to the Music" | Music Bank (KBS)          | 14 août 2015 |

## Classements

### Classements des albums

#### Odd
| Pays         | Classement                      | Meilleure position |
| ------------ | ------------------------------- | ------------------ |
| Corée du Sud | Gaon Album Chart (hebdomadaire) | 1                  |
| Corée du Sud | Gaon Album Chart (mensuel)      | 1                  |
| Japon        | Oricon Albums Chart             | 6                  |
| Taïwan       | G-Music Asia Chart              | 4                  |
| États-Unis   | Billboard World Albums          | 1                  |
| États-Unis   | Billboard Heatseekers           | 9                  |

#### Married to the Music
| Pays         | Chart                           | Meilleure position |
| ------------ | ------------------------------- | ------------------ |
| Corée du Sud | Gaon Album Chart (hebdomadaire) | 1                  |
| Corée du Sud | Gaon Album Chart (mensuel)      | 2                  |

## Historique de sortie
| Région        | Date            | Format                     | Label                      |
| ------------- | --------------- | -------------------------- | -------------------------- |
| International | 18 mai 2015     | Téléchargement digital     | SM Entertainment           |
| Corée du Sud  | 18 mai 2015     | CD, téléchargement digital | SM Entertainment, KT Music |
| Japon         | 10 juillet 2015 | CD, téléchargement digital | Avex Taiwan                |

## Récompenses
| Année | Cérémonie               | Catégorie        | Résultat   |
| ----- | ----------------------- | ---------------- | ---------- |
| 2015  | Mnet Asian Music Awards | Album de l'Année | Nomination |